# Armin Lehmann
Pour les articles homonymes, voir Lehmann.
Armin Dieter Lehmann, né le 23 mai 1928 à Waldtrudering, près de Munich (Allemagne), et mort le 10 octobre 2008 à Coos Bay, en Oregon (États-Unis), est un ancien membre des Jeunesses hitlériennes employé comme messager au Führerbunker au cours des derniers jours de la bataille de Berlin à la fin de la Seconde Guerre mondiale. Il quitte le bunker peu après le suicide d'Adolf Hitler.

## Biographie
Ayant fait ses études à Breslau au Gymnasium Elisabet, il étudie le journalisme à Munich après la guerre. Il émigre aux États-Unis en 1953 et travaille durant les années 1950 pour les forces armées américaines.
Par la suite, il travaille plus de quarante années dans le secteur du tourisme et écrit plusieurs livres sur ce thème.
Il a également beaucoup écrit sur son expérience au sein des Jeunesses hitlériennes et au Führerbunker. Ses livres sur sa vie sous le nazisme les plus connus sont Hitler's Last Courier et In Hitler's Bunker ; ce dernier a été traduit en sept langues. Lehmann a également produit un documentaire sur sa vie d'enfant soldat au service de Hitler, Eyewitness to History.
Activiste pacifiste depuis l'âge de dix-sept ans, il a voyagé dans plus de 150 pays pour y prêcher la non-violence, la tolérance et la communication entre les peuples.
Il meurt le 10 octobre 2008 à Coos Bay, en Oregon, à l'âge de 80 ans.